# Stephan Remmler
Stephan Remmler (Witten, Alemania, 25 de octubre de 1946) es un cantante, músico y compositor alemán. Se hizo famoso como el cantante principal de la banda alemana Trio, junto con Gert Krawinkel, que tocaba la guitarra, y Peter Behrens, que tocaba la batería. Después de la muerte de los otros dos, Remmler es el único miembro sobreviviente del Trio.

## Biografía y vida personal
Remmler nació en Witten, Alemania el 25 de octubre de 1946. Actualmente vive con su familia en un pueblo llamado Las Breñas (Yaiza) en Lanzarote, España. Está casado con una diseñadora de interiores llamada Hilana Remmler-Raitzink y tiene tres hijos.

## Carrera musical
Después de la separación de Trio en 1986, Remmler continuó su carrera musical como solista, lanzando varios sencillos y álbumes hasta 1996. Su carrera contiene Schlager y también canciones para beber. Sus mayores éxitos fueron Keine Sterne un Athen (1986, publicado en inglés como I don't go to USA en 1987) y Alles hat ein Ende (nur die Wurst hat awei) en 1987. Sus lanzamientos de los noventa tendían más a la música rock. Remmler dejó el negocio de la música en 1996 y se tomó un descanso de diez años antes de su regreso en 2006.